# Maddie Bowman
Maddison Michelle „Maddie“ Bowman (* 10. Januar 1994 in South Lake Tahoe, Kalifornien) ist eine amerikanische Freestyle-Skierin. Sie ist auf der Disziplin Halfpipe spezialisiert und wurde bei den Olympischen Winterspielen 2014 erste Olympiasiegerin dieser Disziplin.

## Werdegang
Bowman nimmt seit 2009 an Wettbewerben der FIS und der AFP World Tour teil. Dabei holte sie im Februar 2011 bei der Revolution Tour in Boreal ihren ersten Sieg. Zum Beginn der Saison 2011/12 gewann sie bei den New Zealand Winter Games in Cardrona die Bronzemedaille. Im weiteren Saisonverlauf siegte sie bei der Revolution Tour in Northstar at Tahoe und in bei der Winter Dew Tour in Killington. Den zweiten Platz belegte sie bei The North Face Park and Pipe Open Series in Whistler und den dritten Rang bei der Winter Dew Tour in Snowbasin. Ebenfalls in der Saison absolvierte sie in Copper Mountain und in Mammoth ihre ersten zwei FIS-Weltcuprennen, welche sie auf den vierten und den dritten Rang beendete. Bei den Winter-X-Games 2012 gewann sie die Silbermedaille. Die Saison beendete sie auf den dritten Platz im FIS-Halfpipeweltcup und den zweiten Rang in der AFP World Tour Halfpipewertung. In der folgenden Saison siegte sie bei The North Face Park and Pipe Open Series in Copper Mountain und bei den FIS-Weltcuprennen in Copper Mountain und in Park City. Bei den Winter-X-Games 2013 in Aspen holte sie die Goldmedaille und bei den Winter-X-Games-Europe 2013 in Tignes die Bronzemedaille. In der AFP World Tour Gesamtwertung errang sie den ersten Platz.
Zu Beginn der Olympiasaison 2013/14 erreichte sie beim Weltcup in Copper Mountain den zweiten Platz. Es folgte in Breckenridge ihr dritter Weltcupsieg und ein weiterer Sieg beim US Grand Prix in Park City. Bei den Winter-X-Games gewann sie wie im Vorjahr die Goldmedaille. Im Februar 2014 holte sie bei den Olympischen Winterspielen in Sotschi beim erstmals ausgetragenen Halfpipe-Wettbewerb mit 89 Punkten die Goldmedaille. Die Saison beendete sie wie im Vorjahr auf den ersten Rang in der AFP World Tour. Im FIS-Halfpipe Weltcup kam sie auf den zweiten Platz. Im Januar 2015 holte sie die Goldmedaille bei den Winter-X-Games. Im folgenden Monat siegte sie beim U.S. Grand Prix in Mammoth.
Bei den Winter-X-Games 2016 in Aspen gewann sie zum vierten Mal in Folge die Goldmedaille auf der Superpipe. Im Februar 2016 siegte sie beim Weltcup und U.S. Grand Prix in Park City und gewann bei den X-Games Oslo 2016 in Oslo die Silbermedaille auf der Superpipe. Zum Saisonende holte sie Tignes ihren fünften Weltcupsieg und belegte damit den dritten Platz im Halfpipe-Weltcup. Bei den Winter-X-Games 2017 in Aspen errang sie die Bronzemedaille. Anfang Februar 2017 wurde sie beim Weltcup in Mammoth Zweite. Im folgenden Monat errang sie bei den Freestyle-Skiing-Weltmeisterschaften 2017 in Sierra Nevada den fünften Platz.
In der Saison 2017/18 errang sie mit fünf Top-Zehn-Platzierungen, darunter Platz zwei in Mammoth den 16. Platz im Gesamtweltcup und den vierten Platz im Halfpipe-Weltcup. Zudem wurde sie im Dezember 2017 bei der Winter Dew Tour in Breckenridge Dritte und holte im folgenden Monat bei den Winter-X-Games 2018 die Goldmedaille. Bei den Olympischen Winterspielen 2018 in Pyeongchang errang sie den elften Platz.

## Erfolge

### Olympische Spiele
- 2014 Sochi 1. Halfpipe

### Weltcup
- 9 Podestplätze, davon 5 Siege:

| Nr. | Datum           | Ort             |
| --- | --------------- | --------------- |
| 1.  | 11. Januar 2013 | Copper Mountain |
| 2.  | 2. Februar 2013 | Park City       |
| 3.  | 12. Januar 2014 | Breckenridge    |
| 4.  | 5. Februar 2016 | Park City       |
| 5.  | 10. März 2016   | Tignes          |

### Winter X Games
| Jahr        | 2011      | 2012      | 2013      | 2014      | 2015      | 2016      | 2017      | 2018      |
| Disziplin   | Superpipe | SuperPipe | SuperPipe | SuperPipe | SuperPipe | SuperPipe | SuperPipe | SuperPipe |
| Platzierung | 8.        | 2.        | 1.        | 1.        | 1.        | 1.        | 3.        | 1.        |

### Winter X Games Europe
| Jahr        | 2013      |
| Disziplin   | Superpipe |
| Platzierung | 3.        |